# Razová
Razová (deutsch: Raase) ist eine Gemeinde in der Region Mähren-Schlesien in Tschechien. Sie hat heute 520 Einwohner und liegt an der Talsperre Slezská Harta.

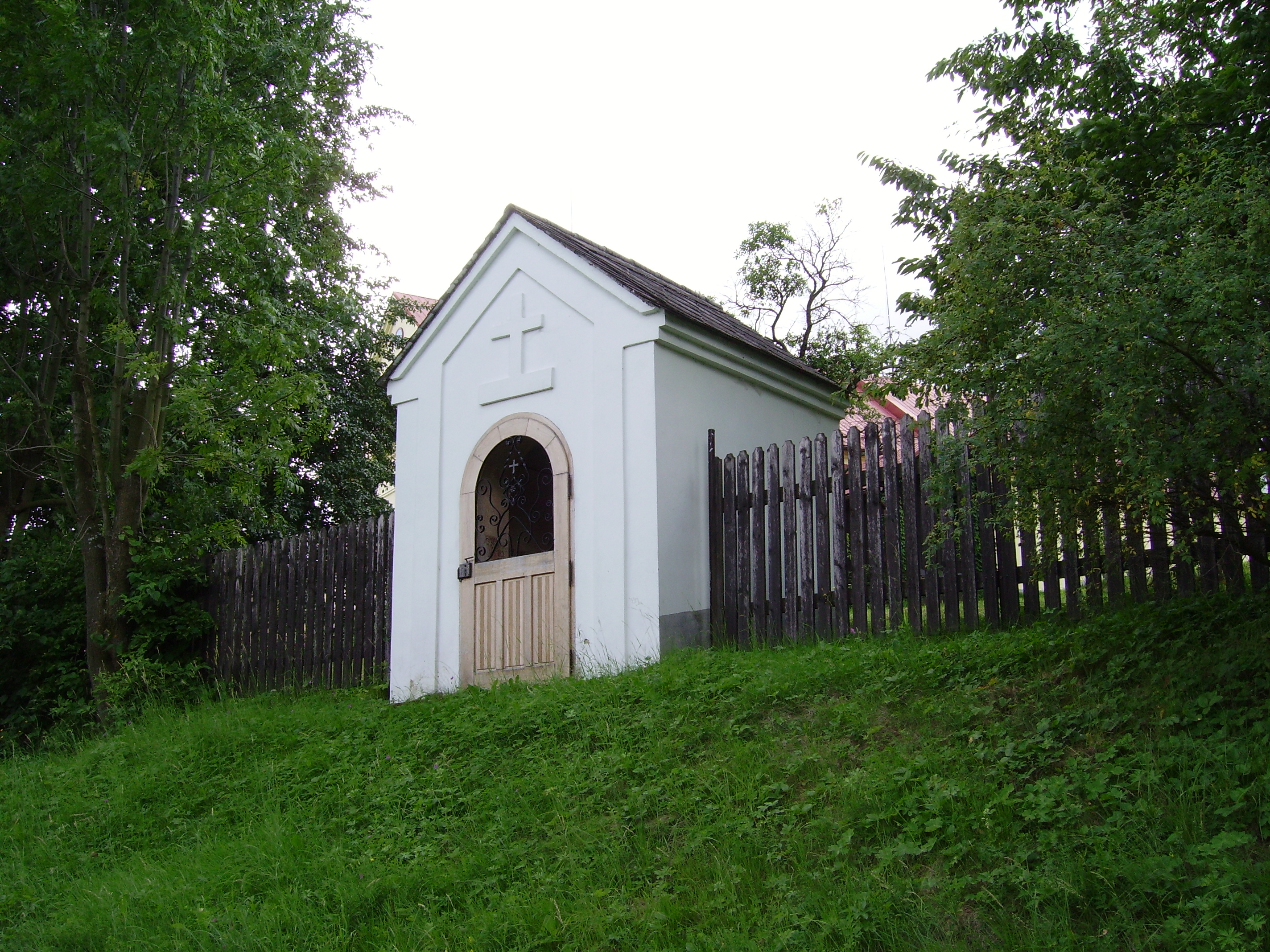
Ortskapelle

## Geschichte

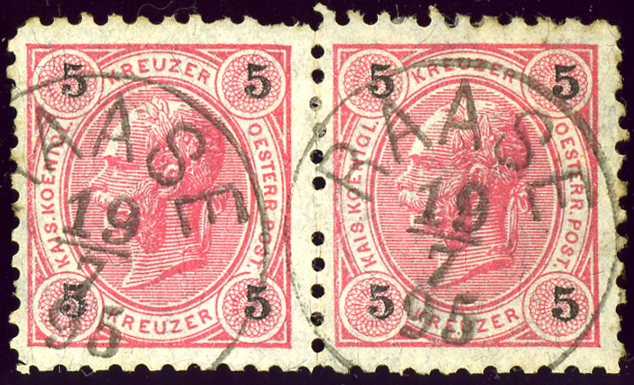
Österreichische k.u.k. Briefmarke, gestempelt RAASE, 1895

Bis 1918 war Raase Teil von Österreich-Ungarn (nach dem Österreichisch-Ungarischen Ausgleich von 1867 im österreichischen Gebiet) im Bezirk Freudenthal (Bruntál), eine der 8 Bezirkshauptmannschaften in Österreichisch-Schlesien.
Seit 1870 verfügte der Ort über ein eigenes Postamt.
1910 lebten (laut Zensus von 1910) 1839 ständige Einwohner im Ort, von denen 1830 oder 99,5 % angaben, Deutsch als Hauptsprache zu sprechen. Fast gleich viele, 1829 Einwohner, bekannten sich zum römisch-katholischen Glauben.

## Persönlichkeiten
- Aloys Fuchs (1799–1853), k.k. Hofkriegsratsbeamter, Sänger, Musikforscher und Musikaliensammler
- Josef Czech (1891–unbekannt), sudetendeutscher Jurist und Landrat